# فرنار صغير
فرنار صغير (الاسم العلمي: Furnarius minor) (بالإنجليزية: Lesser Hornero)‏ هو نوع من الطيور يتبع جنس فرنار من فصيلة فرنارية.